# Makk Károly
Makk Károly (Berettyóújfalu, 1925. december 22. – Budapest, 2017. augusztus 30.) a Nemzet Művésze címmel kitüntetett, Kossuth- és Balázs Béla-díjas magyar filmrendező, forgatókönyvíró, színész, érdemes és kiváló művész. Legismertebb filmjei közé tartozik a Liliomfi (1954), a Szerelem (1971) és a Macskajáték (1972).

## Életpályája
Szülei Makk Kálmán és Szmolka Emma voltak. Nővére, Erzsébet 1924-ben született. Édesapja révén, aki mozigépész volt, nemcsak a mozi szó szerinti közelsége adatott meg neki gyermekkorában, hanem érettségi után egy gyakornoki állás is a budapesti Hunnia Filmgyárban. Budapesten iratkozott be a Pázmány Péter Tudományegyetem művészettörténet-filozófia-esztétika szakára, majd tanulmányait a debreceni egyetemen folytatta. Innen hívta őt a filmszakmába Ranódy László a Sarló Filmvállalathoz. 1946-ban már a Színház- és Filmművészeti Főiskola filmrendező szakos hallgatója. Itt ismerkedett meg és kötött életre szóló barátságot Radványi Gézával.
A Valahol Európában című Radványi-filmben ügyelő volt, és dolgozott Gertler Viktor, Bán Frigyes és Apáthi Imre mellett.
1950-ben azonban Máriássy Félix őt választotta asszisztensének a Kis Katalin házassága című filmjéhez, így kapott diplomát. 1951 óta tanít a Színház- és Filmművészeti Főiskolán. 1954-ben, 10 éves szakmai gyakorlat után elkészíthette első játékfilmjét Szigligeti Ede vígjátéka alapján.
A Liliomfi a kor (1954) egyik legnézettebb filmje lett, főként bájos és humoros biedermeier történetének, a szakmailag felszabadult és érett feldolgozásnak és a kiemelkedő színészi játéknak köszönhetően (Dajka Margit, Pécsi Sándor, Darvas Iván, Soós Imre, Tompa Sándor).
Az 1955-ben készült A 9-es kórterem – sematikus vonásai ellenére – magán hordta a neorealizmus és Antonioni hatását. Ettől kezdve Makk Károly évente forgatott filmet, a sikeres közönségfilmek sorában mindig 1-1 kiemelkedő alkotást. A Mese a 12 találatról, A 39-es dandár és a Fűre lépni szabad közül így emelkedik ki az 1958-ban készített Ház a sziklák alatt, ez a komor lélektani kamaradráma, a múlt, a háború, az örökség terheitől szabadulni nem tudó, balsorsa felé végzetesen sodródó férfi filmnyelvileg is releváns drámája. A Mit csinált felséged 3-tól 5-ig?, ill. a magyar-román koprodukcióban készült Bolondos vakáció után készült el 1970-ben a Szerelem Déry Tibor novellái alapján, Darvas Lili és Törőcsik Mari felejthetetlen alakításával, máig a legnagyobb Makk-film.
Az ezt követő Macskajáték az Örkény-mű nyomán, a Szkalla nővérek tragikomikus története formanyelvi bravúr, az Egy erkölcsös éjszaka pedig hangulatos, megkapó kor- és lélekrajz Hunyady Sándor novellájából, a Vöröslámpás házból.
Az 1970-es évekre vált egyértelművé a filmszakmában Makk profizmusa, atmoszféra- és miliőteremtési készsége, valamint különleges érzéke az ún. lírai tragikumhoz. Ideális partnere e filmekben Tóth János operatőr.
1975 óta egyetemi tanár.
Az 1980-as évek elején Makk ismét remekművel jelentkezett. Galgóczi Erzsébet kisregénye nyomán az Egymásra nézve nemcsak megrázó erejű korrajz, hanem a torz viszonyok között az önmegvalósításhoz és a különbözőséghez való emberi jog tragikus ellehetetlenülésének ábrázolása is.
2012-ben Berettyóújfaluban felavatta a Makk Kálmán Filmszínházat.
2017. augusztus 30-án, 91 éves korában hunyt el. Halála estéjén az emlékére a Duna Televízió levetítette az egyik legismertebb alkotását, a Liliomfit.
2017. szeptember 9-én helyezték végső nyugalomra a Fiumei úti sírkertben. A szertartáson olyan neves művészek, írók búcsúztatták, mint Tarr Béla, Káel Csaba, Konrád György, Pálfi György, Nagy-Kálózy Eszter, Haumann Péter, Andor Tamás, Székhelyi József, Sas József, Körtvélyessy Zsolt, Tordai Teri, Kern András, Dőry Virág, Sára Sándor, Szegedi Erika, Léner Péter, Balázsovits Lajos, Szirtes Tamás, Mészáros Márta, Sándor Pál, Ungvári Tamás, Szakcsi Lakatos Béla, Szász János és Koltai Lajos.

## Filmjei
- Valahol Európában (1948, rendező: Radványi Géza) - ügyelő
- Kék nyakkendős csillagok (munkacíme: Úttörők, betiltották)
- Gyarmat a föld alatt (1951)
- A képzett beteg (1952) rövid
- Ármány és szerelem (1952) rövid
- A harag napja (1953) társrendező
- Simon Menyhért születése (1954) társrendező
- Életjel (1954, rendező: Fábri Zoltán) - rendezőasszisztens
- Liliomfi (1954)
- A 9-es kórterem (1955)
- Elkésett vőlegény (1955) rövid
- Mese a 12 találatról (1956)
- A harminckilences dandár (1959)
- Ház a sziklák alatt (1959)
- Fűre lépni szabad (1960)
- Megszállottak (1961)
- A szélhámos (1961) tv
- Elveszett paradicsom (1962)
- Az utolsó előtti ember (1963)
- Öröklakás (1963) tv
- Mit csinált felséged 3-tól 5-ig? (1964)
- Fájó kritika (1965) tv
- A távirat (1965) tv
- A gyűrű (1965) tv
- Germán vakáció (1967) tv
- Isten és ember előtt (1968)
- Bolondos vakáció (1968)
- Gyilkosság a műteremben (1969) tv
- Az ajtó (1969) tv
- Drága barátok (Treue Freunde, 1969) tv
- Beismerő vallomás (1970) tv
- Szerelem a ládában (1970) tv
- Szerelem (1971)
- Medveczky Ilona Show (1971) tv
- Macskajáték (1972)
- Híres szökések (Les évasions célèbres, 1972) - A Le prince Rakoczi című epizód
- A menekülő herceg (1973) tv
- Hungária Kávéház (1976-1977) - 7 epizódok: Fiúk a kastélyból / Parancsára, hadnagy úr! / Esküvő Gerelypusztán / Öröklakás / Az ötlet / Nők apróban / Legyen az özvegyem
- Egy erkölcsös éjszaka (1977)
- Philemon és Baucis (1978) tv
- Drága kisfiam (1978) tv
- A bolond lány (1980) tv
- A téglafal mögött (1980) tv
- Két történet a félmúltból (1980) tv - benne: Philemon és Baucis / A téglafal mögött
- Circus Maximus (1980, rendező: Radványi Géza) - forgatókönyvíró, dramaturg
- Egymásra nézve (1982)
- A vadász (Die Jäger; 1982)
- Vendéglátás (1982) tv
- Játszani kell (1984)
- Az utolsó kézirat (1987)
- Magyar rekviem (1991)
- A szerelem (1991) tv
- Egy tubarózsa (1994) tv
- Eine Mutter kämpft um ihren Sohn (1994) tv
- A Vörös bestia (1995) tv
- Szeressük egymást gyerekek! (1996) szkeccsfilm, A magyar pizza c. epizód
- A játékos (1997)
- Balekok és banditák (1997, rendező: Bacsó Péter) - forgatókönyvíró
- Az alkimista és a szűz (1998, rendező: Kamondi Zoltán) - producer
- Ámbár tanár úr (1998, rendező: Koltai Róbert) - forgatókönyvíró
- Waterloo-i győzelem (2000)
- Rejtélyes viszonyok (2002) tv
- Garas Dezső-portré (2002)
- A boldogság felé indultam én… (2002) versösszeállítás
- Egy hét Pesten és Budán (2003)
- Lili (2003) tv
- Boldog napok, hulló csillagok (2006) dokumentumfilm
- Galopp a Vérmezőn (2006) tv
- Márió, a varázsló (2007, rendező: Almási Tamás) - konzultáns
- Para (2008, rendező: Fazekas Péter) - színész
- In memoriam Bacsó Péter (2009)
- Így, ahogy vagytok (2010)

## Könyvek
- Circus Maximus. Technikai forgatókönyv; rend. Radványi Géza, operatőr Sára Sándor, dramaturg Makk Károly; Hunnia, Bp., 1979
- Szeretni kell. Egy élet filmkockái; Kossuth, Bp., 2014

## Díjai, elismerései
- Balázs Béla-díj (1959)
- Érdemes művész (1970)
- Kossuth-díj (1973)
- Kiváló művész (1982)
- Hazám-díj (2003)
- Berettyóújfalu díszpolgára (2003)
- Budapest díszpolgára (2004)
- Magyar Mozgókép Mestere (2004)
- A Magyar Köztársasági Érdemrend középkeresztje a csillaggal /polgári tagozat/ (2005)
- Paloznak díszpolgára (2005)
- Prima díj (2008)
- Gundel művészeti díj (2010)
- A Nemzet Művésze (2014)
- CineFest Miskolci Nemzetközi Filmfesztivál életműdíja (2016)